# Victor von Ebner
Anton Gilbert Victor von Ebner, Ritter von Rofenstein, née le 4 février 1842 et mort le 20 mars 1925, est un anatomiste et histologue autrichien.

## Biographie et éducation
Victor von Ebner est originaire de Bregenz.
Il a été étudiant aux universités de Göttingen, où il est devenu membre de la Burschenschaft Hannovera (fraternité), plus tard de Vienne (sous Ernst Wilhelm von Brücke) et de Graz (sous Alexander Rollett). En 1866, il obtient son doctorat à l'Université de Vienne.

## Carrière
Il fut professeur d'histologie et d'histoire du développement à l'université de Graz (1873) et professeur d'histologie à l'Université de Vienne (1888).
Il fut rédacteur en chef du volume III de la sixième édition du Handbuch der Gewebelehre des Menschen (1899) d'Albert von Kölliker. Outre ses études portant sur l'anatomie humaine et l'histologie, il est également l'auteur d'ouvrages à thèmes zoologiques et botaniques.
En raison de ses descriptions de trois structures anatomiques, elles ont été nommées en son honneur :
- Les glandes de von Ebner (alias glandes d'Ebner) : un type de glande séreuse qui se trouve dans les papilles circonvallées de la langue.
- Les lignes d'Ebner : lignes incrémentales de courte période dans la dentine et le cément de la dent[1].
- Réticulum d'Ebner : réseau de cellules nucléées dans les tubules séminifères.